# Robert Kristan
Robert Kristan, född 4 april 1983 är en slovensk ishockeymålvakt som spelar för HC Pardubice i Extraliga. Han har gjort tolv A-landskamper och spelar i slovenska landslaget. Han spelade i Brynäs IF säsongen 2006/2007 då han hade lägst snitt för insläppta mål (2,23) och flest matcher utan insläppta mål (5). Säsongen 07/08 spelade han återigen för moderklubben Acroni Jesenice. Säsongen 2008/2009 återvände han på nytt till Sverige för spel i Mora IK.